# كابو دورلاندو
كابو دورلاندو (بالإيطالية: Capo d'Orlando)‏ هي بلدية في مقاطعة ميسينا في صقلية في إيطاليا تشتهر البلدة بكونها مركزاً نشطاً سياحياً وتجارياً. كما أنها مسقط رأس الشاعر لوشيو بيكولو ابن عم جوزيبي توماسي دي لامبيدوزا.

## السكان
في سنة 1861 بلغ عدد السكان 2٬011 نسمة، وتطور العدد ليصل في سنة 2011 لـ 13٬260 نسمة.
يظهر هذا المخطط البياني تطور النمو السكاني لـ كابو دورلاندو